# Cystodytes senegalense
Cystodytes senegalense is een zakpijpensoort uit de familie van de Polycitoridae. De wetenschappelijke naam van de soort is voor het eerst geldig gepubliceerd in 1969 door Monniot.